# Нескатунга (Оклахома)
Нескатунга (англ. Nescatunga) — переписна місцевість (CDP) в США, в окрузі Алфалфа штату Оклахома. Населення — 90 осіб (2020).

## Географія
Нескатунга розташована за координатами 36°45′15″ пн. ш. 98°9′22″ зх. д. / 36.75417° пн. ш. 98.15611° зх. д. (36.754293, -98.156052).  За даними Бюро перепису населення США в 2010 році переписна місцевість мала площу 0,58 км², уся площа — суходіл.

## Демографія
Згідно з переписом 2010 року, у переписній місцевості мешкало 70 осіб у 44 домогосподарствах у складі 21 родини. Густота населення становила 120 осіб/км².  Було 137 помешкань (234/км²).
Расовий склад населення:
| - 97,1 % — білих |

До двох чи більше рас належало 2,9 %. Частка іспаномовних становила 1,4 % від усіх жителів.
За віковим діапазоном населення розподілялося таким чином: 7,1 % — особи молодші 18 років, 50,0 % — особи у віці 18—64 років, 42,9 % — особи у віці 65 років та старші. Медіана віку мешканця становила 63,5 року. На 100 осіб жіночої статі у переписній місцевості припадало 100,0 чоловіків;  на 100 жінок у віці від 18 років та старших — 97,0 чоловіків також старших 18 років.
Середній дохід на одне домашнє господарство  становив 54 121 долар США (медіана — 45 357), а середній дохід на одну сім'ю — 61 124 долари (медіана — 46 071). За межею бідності перебувало 7,5 % осіб, у тому числі 0,0 % дітей у віці до 18 років та 0,0 % осіб у віці 65 років та старших.
Цивільне працевлаштоване населення становило 52 особи. Основні галузі зайнятості: сільське господарство, лісництво, риболовля — 44,2 %, транспорт — 17,3 %, роздрібна торгівля — 17,3 %.